# 4. Panzer-Division
La 4. Panzer-Division fu una divisione corazzata della Wehrmacht, reclutata principalmente in Baviera che combatté con valore e abilità, come dimostrano i numerosi riconoscimenti assegnati ai suoi membri, su vari fronti durante la seconda guerra mondiale, principalmente in quello orientale. I soldati della formazione corazzata ricevettero 84 Croci di Cavaliere della Croce di Ferro, il numero più alto tra tutte le Panzer-Division della Wehrmacht.
Alcuni soldati famosi che militarono nella divisione furono Georg-Hans Reinhardt, Hermann Bix, a cui vengono accreditati un numero di carri nemici distrutti superiore a 75, Hermann von Oppeln-Bronikowski, detentore della medaglia d'oro nella specialità "dressage a squadre" vinta ai giochi della XI Olimpiade, Meinrad von Lauchert, Heinrich Eberbach, Fritz-Rudolf Schulz, Walter Grohe, Hans von Cossel, Ernst von Jungenfeld e infine Dietrich von Saucken, insignito della Croce di Cavaliere della Croce di Ferro con Fronde di Quercia, Spade e Diamanti il 5 maggio 1945 mentre era passato al comando della 2ª Armata.

## Storia
| Luogo                            | Periodo             |
| Polonia                          | sep 1939 - mag 1940 |
| Francia                          | mag 1940 - nov 1940 |
| Germania                         | dic 1940 - feb 1941 |
| Francia                          | feb 1941 - apr 1941 |
| Prussia orientale                | apr 1941 - giu 1941 |
| Fronte orientale, settore centro | giu 1941 - giu 1944 |
| Lettonia                         | giu 1944 - gen 1945 |
| Prussia occidentale              | gen 1945 - mag 1945 |

### La campagna di Polonia
Il 10 novembre 1938, nella città di Würzburg, prende ufficialmente vita la 4. Panzer-Division. Meno di un anno dopo, il 1º settembre 1939, la nuova divisione corazzata della Wehrmacht partecipa alla campagna di Polonia in seno alla X Armata dell'Heeresgruppe Süd, comandato da Gerd von Rundstedt.

I 183 Panzer I, 130 Panzer II, 12 Panzer IV e 16 Panzerbefehlswagen (carri comando disarmati) della 4. Panzer-Division, comandata dal generale Georg-Hans Reinhardt (ufficiale tra i più esperti di guerra con mezzi corazzati), avanzarono per quattro giorni in direzione di Radomsko, finché l'esercito polacco rispose duramente durante la battaglia di Mokra eliminando almeno 160 veicoli, dei quali circa la metà erano carri armati. Superata questa prima linea di difesa alla 4ª Panzer si unì la 1. Panzer-Division per muovere assieme verso Varsavia, raggiunta l'8 settembre 1939. La 4. Panzer-Division tentò subito un attacco a sorpresa, ma venne respinta. Nella battaglia che si scatenò nei giorni seguenti (battaglia di Varsavia) la formazione corazzata tedesca perse 80 dei 220 carri armati rimasti, e non partecipò alla capitolazione finale della capitale polacca perché inviata ad est con lo scopo di sostenere un contrattacco tedesco nei pressi del fiume Bzura (battaglia del fiume Bzura), riuscendo a piegare la resistenza avversaria in concorso con altre unità germaniche.
Nel corso della campagna la divisione si macchiò di crimini di guerra uccidendo civili e prigionieri.
Cessate le ostilità la divisione venne rimpatriata verso la fine di settembre per un periodo di riposo e di riorganizzazione, stazionando prima al confine col Basso Reno, sotto la VI Armata, e poi nell'Eifel in organico alla IV Armata.

### L'invasione della Francia

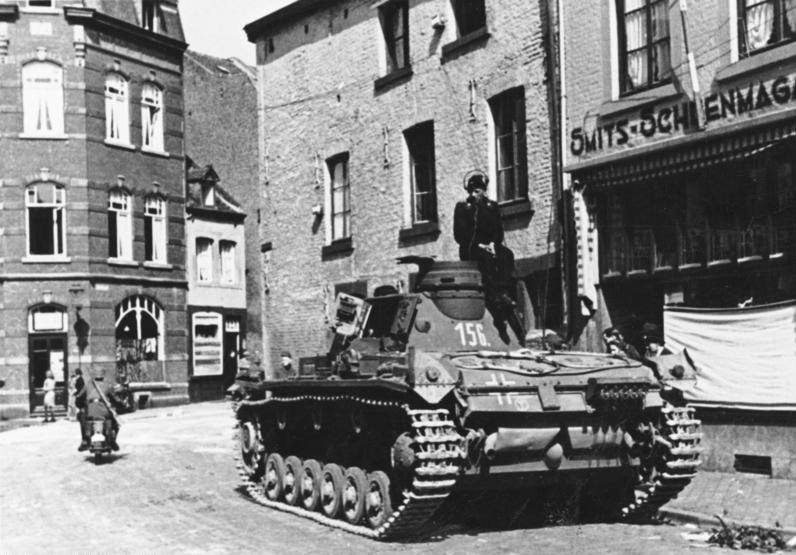
Panzer III della 4. Panzer-Division a Maastricht durante l'offensiva sul fronte occidentale del maggio 1940

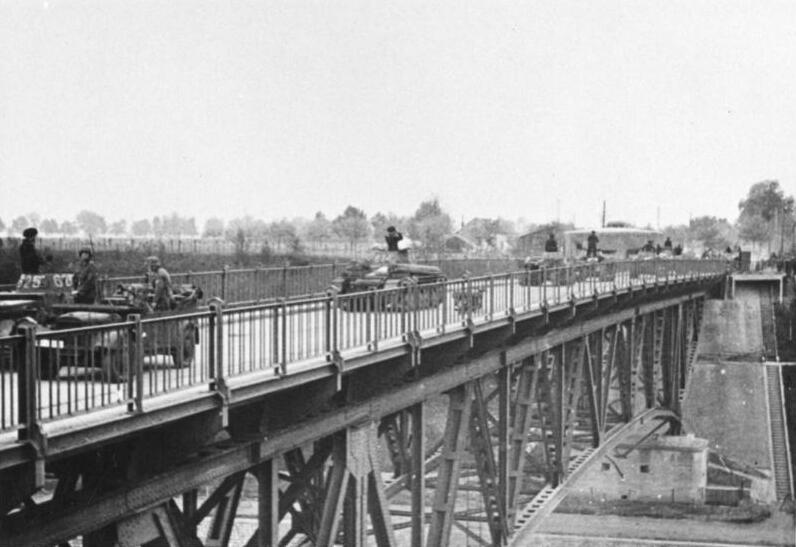
11 maggio 1940: carri della 4. Panzer-Division attraversano il canale Alberto in Belgio

Ritornata nelle file della VI Armata del generale Walter von Reichenau, la 4. Panzer-Division (inquadrata insieme alla 3. Panzer-Division nel XVI Panzerkorps) attaccò il Belgio dal 10 maggio 1940: attraversò la Mosa a Maastricht e il 12-13 maggio partecipò alla grande battaglia di carri di Hannut dimostrando una chiara superiorità tattico-operativa sulle unità corazzate francesi delle Division Légères Mécaniques (nonostante la minore potenza dei panzer tedeschi). Dopo aver superato questa disperata resistenza, le due divisioni corazzate del XVI Panzerkorps proseguirono a sud-ovest della città di Maubeuge, da cui entrarono in Francia il 20 dello stesso mese.

La sua avanzata toccò Arras, Roye e Lilla, quindi combatté la battaglia di Dunkerque. Nelle fasi successive all'invasione (giugno 1940) la 4ª Panzer venne inviata verso il sud della Francia, stavolta sotto la IX Armata, ottenendo successi a Péronne e Sézanne, proseguendo per Digione, Lione e Valence, dove apprese la notizia dell'armistizio.
A luglio la divisione era ancora in territorio francese per prepararsi alla mai realizzata operazione Leone marino, inquadrata prima nella II Armata (ottobre 1940) e poi nella I Armata (novembre 1940).
La divisione venne trasferita in Germania il 12 dicembre 1940 per un periodo di riposo e riorganizzazione nelle file della XI Armata. In particolare, il 36. Panzer-Regiment (36º reggimento corazzato) venne ceduto alla neo-costituita 14. Panzer-Division, ricevendo però nel gennaio 1941 il 34. Kradschützen-Bataillon (34º battaglione motociclisti).

Il 15 febbraio 1941 la 4. Panzer-Division venne nuovamente inviata in Francia come truppa di occupazione acquartierandosi a Bordeaux, militando ora nella VII Armata.

### Sul fronte orientale

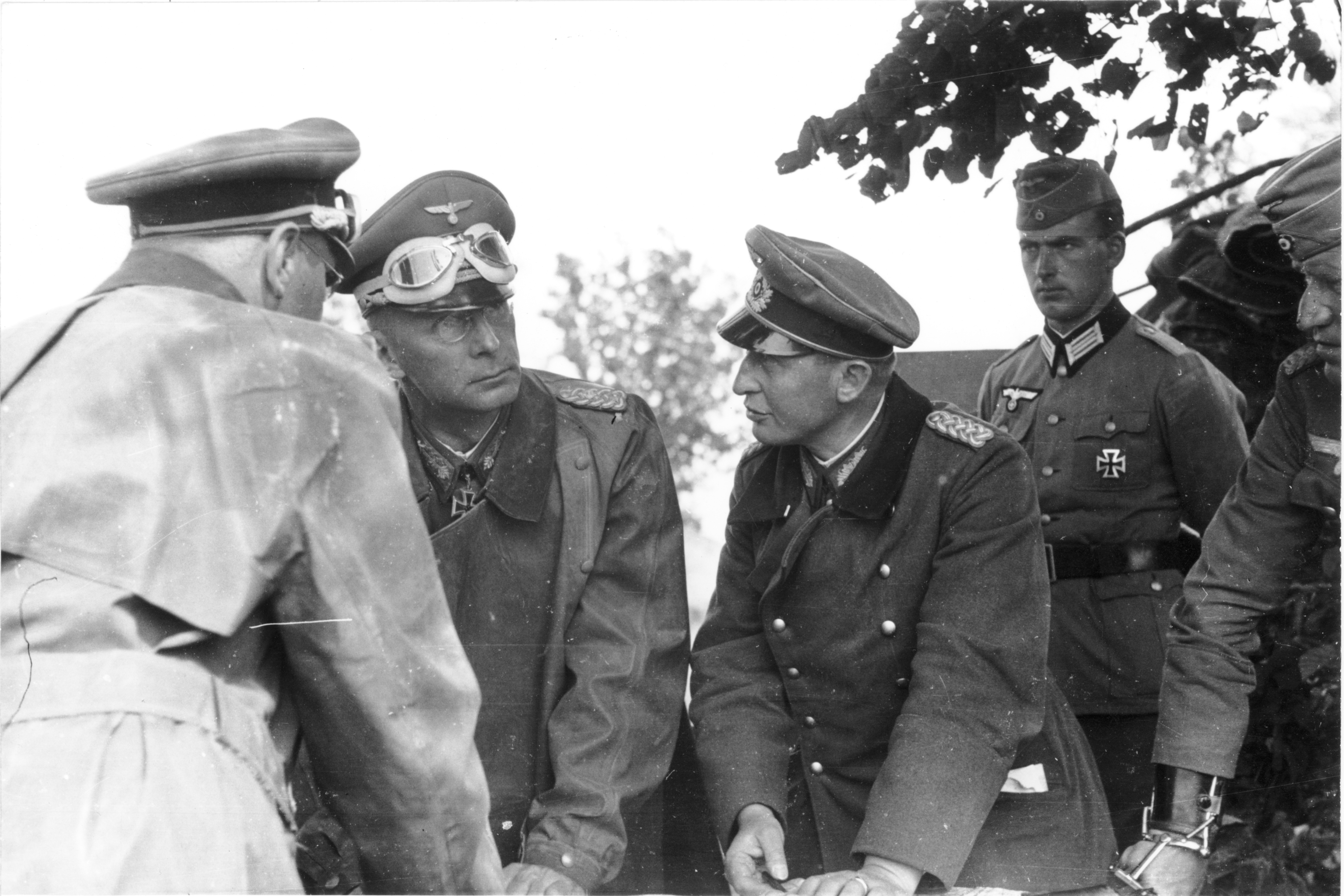
Al centro (con gli occhiali) il generale Georg-Hans Reinhardt, primo comandante della 4. Panzer-Division. La foto, scattata nell'estate 1941 sul fronte orientale, mostra il generale, al momento alla testa del XXXXI Panzerkorps, a colloquio con il generale W. Kruger, comandante della 1. Panzer-Division

Il giugno 1941 vide la divisione impegnata nel fronte orientale nell'ambito della vasta operazione Barbarossa, in organico al XXIV Corpo motorizzato (generale Geyr von Schweppenburg), dipendente a sua volta dal 2º Panzergruppe (gruppo corazzato) di Heinz Guderian, inquadrati nell'Heeresgruppe Mitte, comandato dal feldmaresciallo Fedor von Bock. A quel tempo il 35. Panzer-Regiment, il solo rimasto dopo la cessione del reggimento numero "36", aveva a disposizione 44 Panzer II, 31 Panzer III con cannone da 37 mm e 74 con cannone da 50 mm, 20 Panzer IV e 8 Panzerbefehlswagen.
La divisione puntò inizialmente verso il fiume Beresina quindi su Roslavl' e Krasnoje, a sud, contribuendo a chiudere la sacca di Minsk e catturando un gran numero di soldati sovietici, ripetendosi nella battaglia di Kiev ottenendo un'altra grande vittoria. I suoi membri diressero quindi, il 30 settembre 1941 insieme alla 3. Panzer-Division e alla 10. Infanterie-Division, per Mosca, ma le piogge rallentarono i carri che non potevano procedere velocemente nel fango: Tula infatti venne conquistata solo a dicembre e con grandi difficoltà, non riuscendo inoltre a tenere la città nell'immediato contrattacco sovietico. Gli ultimi 6 carri scampati alla distruzione arretrarono fino al fiume Oka vicino ad Orël e Mcensk.

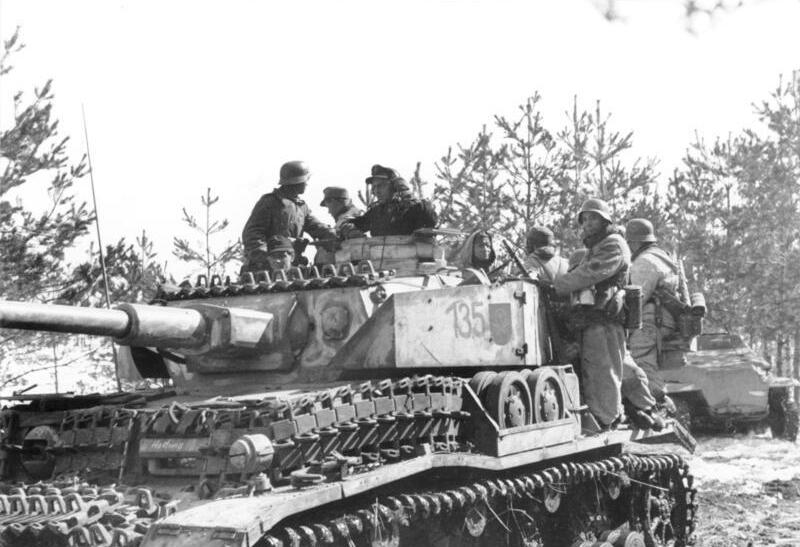
Elementi del 35. Panzer-Regiment fotografati alla fine del marzo 1944

Sulla difensiva per un periodo che va fino alla fine del 1942, durante il quale la divisione venne chiamata a chiudere le brecce aperte dai sovietici lungo il fronte, dopo aver ricevuto rinforzi si vide costretta a cederne una parte ad altri reparti, entrando di nuovo in battaglia vicino a Kursk con 13 Panzer II, 28 Panzer III, oltre 5 Panzer IV e 2 carri comando. Duramente provata dagli scontri con le forze corazzate sovietiche, la 4. Panzer-Division partecipò all'operazione Zitadelle nei ranghi della IX Armata dopo aver ricevuto nuovi rimpiazzi che aumentarono il parco carri armati a 15 Panzer III, 80 Panzer IV e 6 carri comando.
Nonostante l'aiuto della 12. Panzer-Division, le forze tedesche non riuscirono, a causa della tenace resistenza sovietica, a raggiungere la sperata vittoria a Kursk, e furono presto costrette alla ritirata. Ritirata che coinvolse anche la 4ª Panzer dal luglio al dicembre 1943 e che si caratterizzò per continui ed estenuanti scontri, come avvenne nel fiume Dnepr, nelle paludi del Pryp"jat' e a Parichi, dove la divisione rimase sino al febbraio 1944. In primavera la formazione corazzata tedesca riuscì a liberare Kovel', in Ucraina, acquisendo inoltre nuovi e validi rinforzi che portarono a 79 Panzer V Panther la forza totale del 35. Panzer-Regiment. La conquista della città concesse un limitato periodo di riposo ai provati membri del reparto corazzato.
Nell'estate 1944 lo sfondamento del Gruppo d'armate Centro costrinse la 4. Panzer-Division ad accorrere in Bielorussia attestandosi sulla difensiva presso Baranavičy, dove cercò senza successo di frenare l'avanzata nemica e subì dure perdite (54 carri armati distrutti). La 4. Panzer-Division si prese la rivincita alle porte di Varsavia dove contribuì in modo decisivo, inquadrata con altre quattro Panzerdivision nel XXXIX Panzerkorps, al successo locale tedesco di Radzymin e Wolomin, che bloccò la marcia dei corpi corazzati sovietici verso la capitale polacca.
Dopo questo successo, in agosto la divisione della Wehrmacht venne trasferita in Curlandia, sempre nei ranghi del XXXIX Panzerkorps (Corpo corazzato). Dopo aver combattuto attorno a Liepāja in ottobre e novembre, nel gennaio 1945 i pochi sopravvissuti vennero evacuati in Prussia Orientale e trasferiti alla II Armata battendosi in varie città tra cui Koszalin, Kartuzy, Gdynia e Danzica. L'8 maggio 1945 ciò che restava della divisione corazzata si arrese alle truppe sovietiche.

## Ordine di battaglia
1938 - maggio 1940: dalla creazione alla campagna di Francia".
- Stab (Quartier generale)
- 5. Panzer-Brigade (5ª brigata corazzata)
  - 35. Panzer-Regiment (35º reggimento corazzato)
    - Panzer-Abteilung I[13]
    - Panzer-Abteilung II

  - 36. Panzer-Regiment
    - Panzer-Abteilung I
    - Panzer-Abteilung II
- 4. Schützen-Brigade (4ª brigata di fanteria meccanizzata)
  - 12. Schützen-Regiment (12º reggimento di fanteria meccanizzata)
    - Schützen-Bataillon I
    - Schützen-Bataillon II

  - 33. Schützen-Regiment - dall'estate 1939
    - Schützen-Bataillon I
    - Schützen-Bataillon II
- 103. Artillerie-Regiment
  - Artillerie-Abteilung I
  - Artillerie-Abteilung II
- 49. Panzerjäger-Abteilung (39º battaglione anticarro)
- 79. Pionier-Batallion (79º battaglione del genio militare)
- 7. Aufklärungs-Abteilung (mot.) (7º battaglione da ricognizione motorizzato)
- 79. Nachrichten-Abteilung (79º battaglione trasmissioni)
- 84. Divisions-Nachschubführer (84º treno rifornimenti)
- Unità di servizi e supporto

1941: operazione Barbarossa.
- Stab
- 5. Panzer-Brigade
  - 35. Panzer-Regiment
    - Panzer-Abteilung I[13]
    - Panzer-Abteilung II
- 4. Schützen-Brigade
  - 12. Schützen-Regiment
    - Schützen-Bataillon I
    - Schützen-Bataillon II

  - 33. Schützen-Regiment
    - Schützen-Bataillon I
    - Schützen-Bataillon II
- 34. Kradschützen-Abteilung (34º battaglione motociclisti)
- 103. Artillerie-Regiment
  - Artillerie-Abteilung I
  - Artillerie-Abteilung II
- 49. Panzerjäger-Abteilung
- 79. Pionier-Batallion
- 7. Aufklärungs-Abteilung (mot.)
- 79. Nachrichten-Abteilung
- 84. Divisions-Nachschubführer
- Unità di servizi e supporto

1943
- 12. Panzergrenadier-Regiment (12º reggimento panzergrenadier)
  - Panzergrenadier-Bataillon I
  - Panzergrenadier-Bataillon II
- 33. Panzergrenadier-Regiment
  - Panzergrenadier-Bataillon I
  - Panzergrenadier-Bataillon II
- 35. Panzer-Regiment
  - Panzer-Abteilung I
  - Panzer-Abteilung II
- 103. Artillerie-Regiment
  - Panzer-Artillerie-Abteilung I
  - Panzer-Artillerie-Abteilung II
  - Panzer-Artillerie-Abteilung III
- 49. Panzerjäger-Abteilung
- 79. Panzer-Pionier-Bataillon (79º battaglione corazzato del genio militare)
- 79. Panzer-Nachrichten-Abteilung (79º battaglione corazzato trasmissioni)
- 290. Heeres Flak-Abteilung (290º distaccamento FlaK dell'esercito)
- 103. Feldersatz-Bataillon (103º battaglione rimpiazzi)
- 84. Divisions-Nachschubführer
- Unità di servizi e supporto

## Decorazioni
La 4. Panzer-Division fu la più decorata divisione corazzata dell'Heer: 38 uomini vennero premiati con la Spilla per il Combattimento corpo a corpo, 167 con la Croce Tedesca in oro e 8 con quella d'argento, 78 si videro appuntare la Spilla d'Onore dell'Esercito e 84 la Croce di Cavaliere della Croce di Ferro, delle quali 11 con Fronde di Quercia e una con Fronde di Quercia e Spade.

## Comandanti
| Nome                                   | Grado           | Inizio           | Fine             | Note                                                            |
| Georg-Hans Reinhardt                   | Generalleutnant | 10 novembre 1938 | 5 febbraio 1940  |                                                                 |
| Ludwig Ritter von Radlmeier            | Generalmajor    | 5 febbraio 1940  | 3 aprile 1940    |                                                                 |
| Johann Joachim Stever                  | Generalmajor    | 4 aprile 1940    | 14 maggio 1940   |                                                                 |
| Hans von Boineburg-Lengsfeld           | Oberst          | 15 maggio 1940   | 18 maggio 1940   |                                                                 |
| Johann Joachim Stever                  | Generalmajor    | 19 maggio 1940   | 23 luglio 1940   |                                                                 |
| Hans von Boineburg-Lengsfeld           | Oberst          | 24 luglio 1940   | 6 settembre 1940 |                                                                 |
| Willibald von Langermann und Erlencamp | Generalmajor    | 8 settembre 1940 | 27 dicembre 1941 |                                                                 |
| Dietrich von Saucken                   | Generalmajor    | 28 dicembre 1941 | 2 gennaio 1942   | gravemente ferito in azione da schegge di granata alla testa    |
| Heinrich Eberbach                      | Oberst          | 6 gennaio 1942   | 1º marzo 1942    |                                                                 |
| Otto Heidkämper                        | Oberstleutnant  | 2 marzo 1942     | 31 marzo 1942    |                                                                 |
| Heinrich Eberbach                      | Generalmajor    | 1º aprile 1942   | 22 giugno 1942   |                                                                 |
| Paul Hielscher                         | Generalleutnant | 23 giugno 1942   | 3 luglio 1942    |                                                                 |
| Heinrich Eberbach                      | Generalmajor    | 4 luglio 1942    | 23 novembre 1942 |                                                                 |
| Karl Mauss                             | Oberst          | 24 novembre 1942 | 27 novembre 1942 |                                                                 |
| Erich Schneider                        | Oberst          | 28 novembre 1942 | 31 dicembre 1942 |                                                                 |
| Erich Schneider                        | Generalmajor    | 1º gennaio 1943  | 6 gennaio 1943   |                                                                 |
| Karl Mauss                             | Oberst          | 7 gennaio 1943   | 28 gennaio 1943  |                                                                 |
| Erich Schneider                        | Generalmajor    | 28 gennaio 1943  | 30 maggio 1943   |                                                                 |
| Dietrich von Saucken                   | Generalleutnant | 31 maggio 1943   | 22 ottobre 1943  |                                                                 |
| Karl Mauss                             | Oberst          | 23 ottobre 1943  | 20 gennaio 1944  |                                                                 |
| Hans Junck                             | Generalmajor    | 21 gennaio 1944  | 6 febbraio 1944  |                                                                 |
| Clemens Betzel                         | Oberst          | 7 febbraio 1944  | 3 marzo 1944     |                                                                 |
| Dietrich von Saucken                   | Generalleutnant | 4 marzo 1944     | 30 aprile 1944   |                                                                 |
| Clemens Betzel                         | Oberst          | 1º maggio 1944   | 30 giugno 1944   |                                                                 |
| Clemens Betzel                         | Generalmajor    | 1º luglio 1944   | 20 dicembre 1944 |                                                                 |
| Hans Christern                         | Oberst          | 21 dicembre 1944 | 28 dicembre 1944 |                                                                 |
| Clemens Betzel                         | Generalleutnant | 28 dicembre 1944 | 27 marzo 1945    | caduto presso Danzica sotto il fuoco dell'artiglieria sovietica |
| Ernst-Wilhelm Hoffmann                 | Oberst          | 27 marzo 1945    | 31 marzo 1945    |                                                                 |
| Hans Hecker                            | Generalmajor    | 1º aprile 1945   | 8 maggio 1945    |                                                                 |

Dati tratti da: